# Mogan Shan
Mogan Shan är en bergskedja i Kina. Den ligger i provinsen Zhejiang, i den östra delen av landet, omkring 53 kilometer nordväst om provinshuvudstaden Hangzhou.
Mogan Shan sträcker sig 31 km i sydvästlig-nordostlig riktning. Den högsta toppen är Tashan, 688 meter över havet.
Genomsnittlig årsnederbörd är 1 811 millimeter. Den regnigaste månaden är augusti, med i genomsnitt 274 mm nederbörd, och den torraste är november, med 70 mm nederbörd.